# Vizzola Ticino
Pour les articles homonymes, voir Ticino.
Vizzola Ticino est une commune italienne de la province de Varèse dans la région Lombardie en Italie.

## Toponyme
Pourrait être un diminutif de vite, sous la forme de viticciola. 

## Administration
| Période                                  | Période  | Identité      | Étiquette | Qualité |
| ---------------------------------------- | -------- | ------------- | --------- | ------- |
| 8/6/2009                                 | En cours | Romano Miotti |           | employé |
| Les données manquantes sont à compléter. |          |               |           |         |

### Hameaux
Castelnovate, Sera, le Palazzine, Bonifica Caproni, Barbelera, Molino di Ferno, Pineta Fugazza, Piane di Modro